# Institut ukrainien
L'Institut ukrainien (ukrainien : Український інститут, Oukraïnskyï instytout) est une agence d'État ukrainien chargée de promouvoir la langue et la culture ukrainienne dans le monde par la diplomatie culturelle.
L'Institut ukrainien a été fondé par le Cabinet des ministres de l'Ukraine en 2017 et appartient à la direction de la direction du ministère des Affaires étrangères de l'Ukraine. Il a démarré son activité à part entière à l'été 2018, après la nomination de Volodymyr Cheïko au poste de directeur d'agence.
L'Institut ukrainien a deux représentations officielles à l'étranger : en Allemagne, ouverte en mars 2023, et en France, ouverte en novembre 2023. Avant la création de la filiale officielle français, l'Institut ukrainien, en collaboration avec l’Ambassade d’Ukraine en France et le soutien de USAID et Dofa fund, a mis en œuvre le programme Printemps Ukrainien à Paris.